# Nostril-Piercing
Das Nostril-Piercing ist ein Piercing durch den linken oder rechten Nasenflügel und das am weitesten verbreitete Nasenpiercing.
Es wird sowohl von Frauen als auch von Männern getragen, wobei sich Frauen in der Regel jedoch häufiger für ein solches Piercing entscheiden. Mögliche Variationen bestehen aus mehreren Nostril-Piercings in einer Reihe oder beidseitigem Schmuck. 

## Geschichte und Kultur

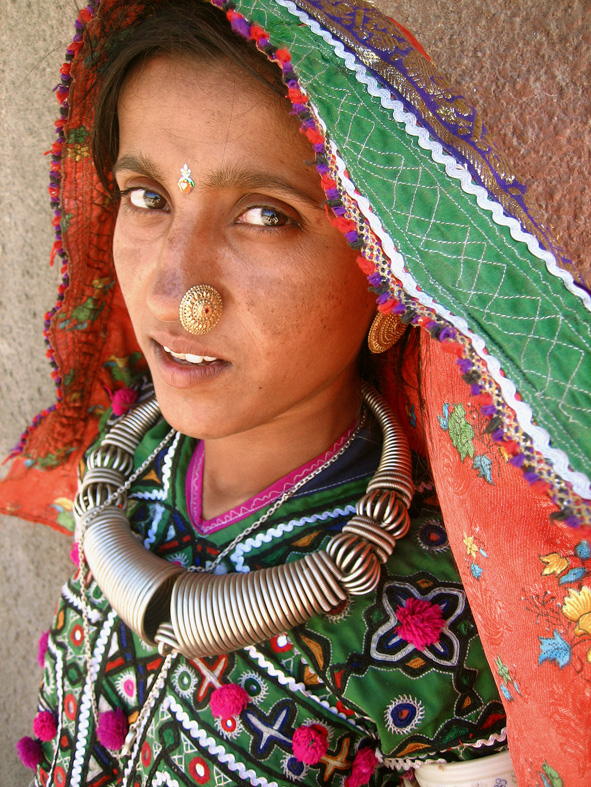
Inderin mit Nostril Piercing

Erstmals wurde das Piercing vor etwa 4000 Jahren im Mittleren Osten praktiziert. Von dort ging es im 16. Jahrhundert nach Indien über. Es wird häufig in Indien getragen, und zwar vorzugsweise am linken Nasenflügel, da angenommen wird, eine Geburt verlaufe dadurch einfacher. Dieser Glaube beruht auf der Ayurveda-Medizin, in der diese Region eng mit den weiblichen Geschlechtsorganen in Zusammenhang steht. 

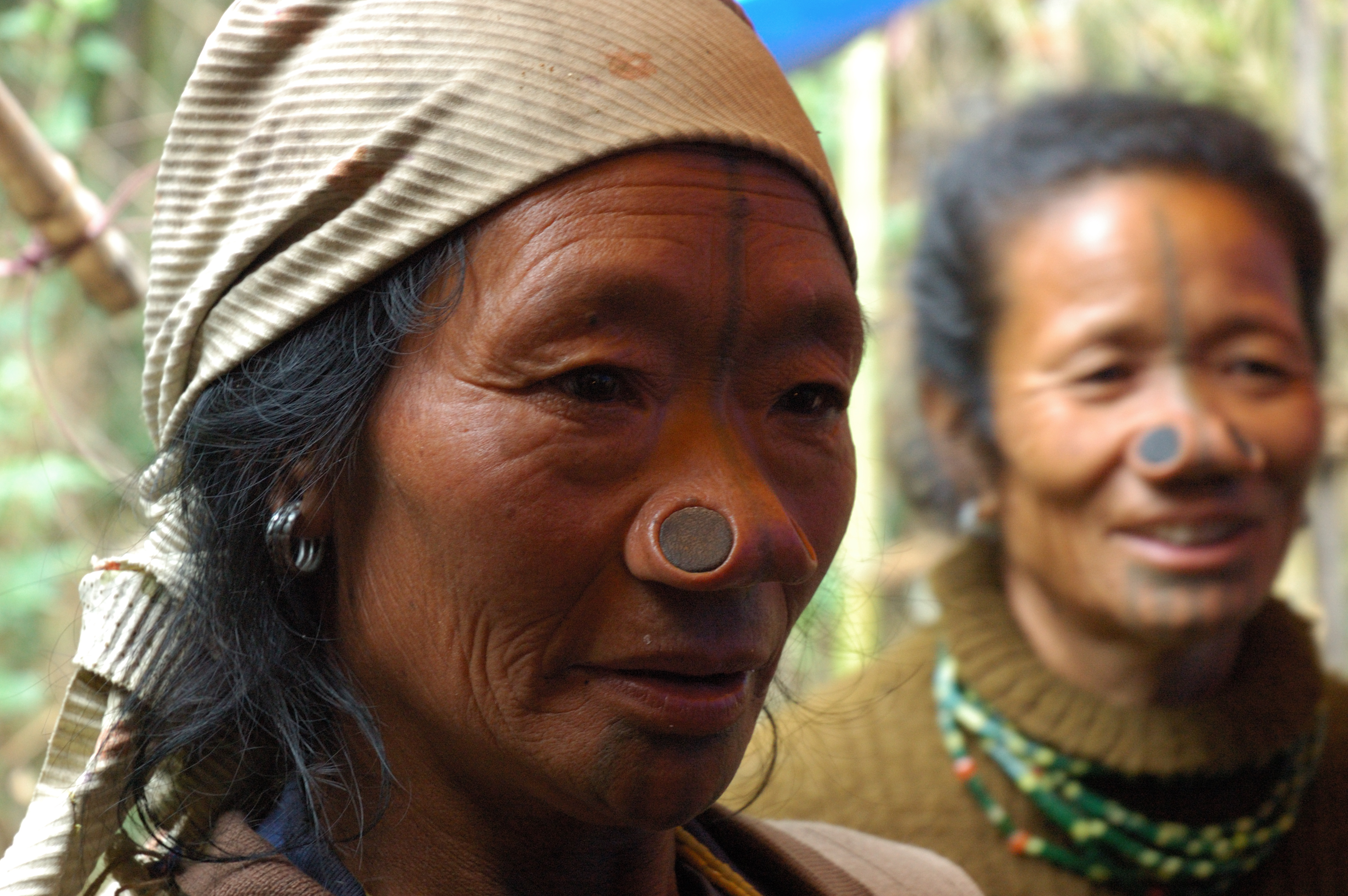
Apatani mit Holzscheiben in den Nasenflügeln

Die Frauen der Apatani, einem Volksstamm in dem indischen Bundesstaat Arunachal Pradesh, tragen ihrem Schönheitsideal entsprechend in beiden Nasenflügeln eine Holzplatte mit besonders geweiteten Piercings. Womöglich wurden die Modifikationen ursprünglich durchgeführt, um unattraktiv gegenüber Männern aus benachbarten Volksstämmen zu erscheinen. Jüngere Generationen haben diese Tradition jedoch bereits abgelegt.
Die Matis und die Frauen der Matsé, einem indigenen Volksstamm im Amazonasbecken, tragen mehrere Piercings in den Nasenflügeln, welche durch den eingesetzten Schmuck an die Schnurrhaare der Katze erinnern. Während die Matis dabei die Stacheln der Pfirsichpalme einsetzen, mit denen die Piercings auch gestochen wurden, tragen die Matsé Streifen von Palmblättern.

Im westlichen Kulturkreis ist der US-Amerikaner Pauly Unstoppable für seine überdurchschnittlich geweiteten Nostril-Piercings bekannt.
Das Piercing am Nasenflügel wurde in den 1960ern und 1970ern bei Hippie trails nach Indien entdeckt und von der Hippiekultur adaptiert. Später übernahm auch die Punkbewegung das Piercing. Heute hat es sich in den verschiedensten Jugendkulturen etabliert. Zur Popularisierung des Nostril-Piercings trugen auch Popstars wie Lenny Kravitz, Slash und Dennis Rodman bei.
Im Jahr 2010 beschäftigte sich ein Bundesgericht in North Carolina mit dem Nostril-Piercing. Eine 14-jährige Schülerin zog vor Gericht, da sie wegen ihres Nasensteckers vom Unterricht ausgeschlossen wurde. An der Schule herrschte ein Verbot von Piercings im Gesichtsbereich. Da die Schülerin der Glaubensgemeinschaft Church of Body Modification angehörte, in der Piercings und Tattoos als religiöse Hingabe betrachtet werden, entschied der Richter, dass sie wieder zum Unterricht zugelassen werden müsse, da es sich bei dem Piercing um einen Teil ihres religiösen Glaubens handele.

## Stechen

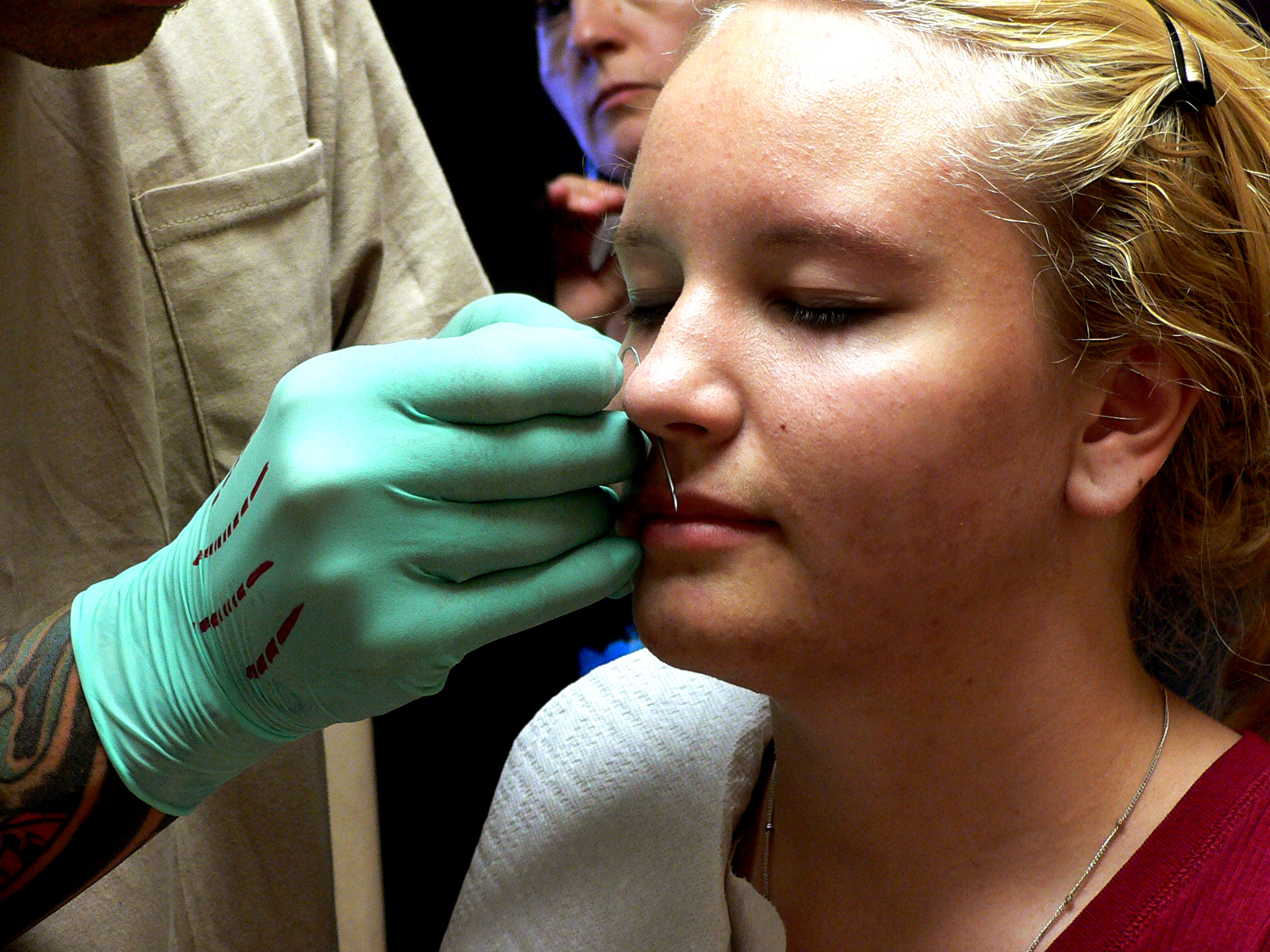
Stechen eines Nostril-Piercings

Häufig wird das Nostril-Piercing von einem Juwelier mit einer Ohrlochpistole geschossen. Davon wird jedoch aus medizinischer Sicht abgeraten, da das Gewebe dabei einreißen kann. Besser sollte es von einem professionellen Piercer mit einer Venenverweilkanüle gestochen werden. 
Dabei wird zunächst die zu durchstechende Hautpartie desinfiziert. Anschließend wird die Einstichstelle auf der Oberseite des Nasenflügels markiert und mit einer speziellen Nadel durchstochen.
Häufig wird dabei eine Receiving Tube gegengehalten, um einen Gegendruck zu erzeugen und die Nadel abzufangen, bevor sie die Nasenscheidewand verletzen könnte.
Zum Ersteinsatz können sowohl Nasenstecker und sogenannte Gesundheitsstecker verwendet werden, die auch häufig im Ohr getragen werden, wie auch Labret-Stecker oder Ball Closure Rings.
Aufgrund vieler in der Nase verlaufender Nerven kann das Nostril-Piercing als besonders schmerzhaft empfunden werden. Unter Umständen können Ausläufer des Trigeminusnervs getroffen werden.
Die Heilung dauert etwa vier Wochen.